# 1212

## Събития
- Хорезмия завладява Трансоскиана, унищожавайки династията на Караханидите.

## Починали
- 12 април – Всеволод III, велик княз на Киев и Владимир-Суздал